# فالراس بلاغ
فالراس بلاغ (بالفرنسية: Valras-Plage)‏ هي بلدية تقع في فرنسا في Canton of Béziers-4. يقدر عدد سكانها بـ 4,485 نسمة ومساحتها 2.35 كم2 .